# East Greenbush (New York)
East Greenbush est une ville du comté de Rensselaer, dans l'État de New York, aux États-Unis,. En 2020, elle comptait une population de 16 748 habitants.

## Démographie
Lors du recensement de 2020, la ville comptait une population de 16 748 habitants.